# 평택서재초등학교
평택서재초등학교(平澤西齋初等學校)는 대한민국 경기도 평택시에 있는 공립 초등학교이다.

## 역사
- 2018년 11월 1일 : 개교